# Манчини, Филипп-Жюльен
Филипп-Жюльен Манчини-Мазарини (фр. Philippe-Julien Mancini; 26 мая 1641, Рим — 8 мая 1707, Париж), герцог Неверский — французский аристократ итальянского происхождения. Младший племянник кардинала кардинала Мазарини и его наследник. Младший брат Паоло (Поля) Манчини (1636-1652), капитан-лейтенанта  роты шево-леже гвардии короля и лейтенант-полковника Морского полка.

## Биография и семья
Филипп-Жюльен Манчини был пятым ребенком и вторым сыном римского барона Микеле Лоренцо Манчини и Джироламы Мазарини, сестры кардинала Мазарини.
Филипп-Жюльен Манчини родился в Риме был там же крещен 31 мая 1641.
После смерти в 1650 году главы семейства барона Микеле Лоренцо Манчини, мать Филиппа-Жюльена перевезла свою многодетную семью из Рима в Париж надеясь использовать влияние своего брата, кардинала Мазарини, для заключения выгодных браков для своих пяти дочерей. И она в этом преуспела, так как все её дочери в той или иной мере удачно вышли замуж или устроили свою личную жизнь:
- Лора (1636-1657) — вышла замуж за Луи де Бурбона, герцога Вандомского и стала матерью знаменитого французского генерала Луи Жозефа де Бурбона, герцога Вандомского —  это ветвь бастардов Генриха IV (III);
- Олимпия (1638-1708) — вышла замуж за Эжена-Мориса Савойско-Кариньяно и стала матерью знаменитого австрийского генерала принца Евгения Савойского;
- Мария (1639-1715)  — была первой романтической любовью короля Франции Людовика XIV, вышла замуж за Лоренцо Колонна;
- Гортензия (1646-1699) — была признанной красавицей не только в семье, неудачно вышла замуж за Армана-Шарля де ла Порта, герцога де Ла Мейерле, но сбежала от своего жестокого мужа в Лондон, где стала любовницей английского короля Карла II и сильно повлияла на его политику в отношении Франции;
- Мария Анна (1649-1714) — вышла замуж за Мориса Годфруа де ла Тур д'Овернь, герцога Бульонского, племянника знаменитого фельдмаршала Тюренна.

Оба брата Манчини преуспели в карьере, на что не могла не сказаться дружба с молодым королем. Особенно дружен с королем был старший брат Паоло, который был старше короля и брата (оба родились в мае 1641 года) на четыре года.
После смерти своего старшего семнадцатилетнего брата Паоло Манчини, убитого в 1652 году  в Сент-Антуанском предместье в бою против Фронды, одиннадцатилетний Филипп-Жюльен получил от Людовика XIV должность  первого лейтенанта (лейтенант-полковника)  Морского полка (Régiment de La Marine), который был создан в 1635 году кардиналом Ришелье из обычных рот созданных им в 1626 году как гроссмейстером (адмиралом) военно-морских сил Франции до 1636 года носившим его имя — Полк кардинала-герцога (Régiment Cardinal-Duc). До этого эту должность занимал старший племянник кардинала Мазарини.
На церемонии коронации Людовика XIV в 1654 году тринадцатилетний Филипп-Жюльен нес шлейф королевской мантии.
В январе 1657 король назначил шестнадцатилетнего Филиппа-Жюльена первым лейтенантом (капитан-лейтенантом) восстановленной им роты мушкетеров гвардии короля. С появлением в 1661 году второй роты мушкетеров гвардии рота станет называться первой. В следующем, 1658 году с частью гвардейской роты семнадцатилетний Филипп-Жюльен был переведен в форт Мардик.
В апреле 1659 на Страстной неделе вместе с герцогом де Вивонном, Бюсси-Рабютеном, графом де Гишем, маркизом де Маниканом и аббатом Ле-Камю Манчини оказался замешан в скандальную историю, известную как дебош в Руасси. Хотя Филипп-Жюльен покинул сборище либертинов до того как участники якобы начали крестить поросенка и петь пародийные «Аллилуйи», ему не удалось избежать наказания и дядя на несколько месяцев выслал восемнадцатилетнего юношу в Брайзах.
По словам Пьера Губера, единственный выживший племянник кардинала вырос негодным распутником, также утверждается, что он имел репутацию содомита.
31 декабря 1661 двадцатилетний Филипп-Жюльен был пожалован в рыцари орденов короля.
В этом же 1661 году был назначен наследником своего дяди кардинала Мазарини в герцогствах Невер и Донзи, а также в итальянских владениях, при условии добавления им и его потомством имени и герба Мазарини к своим родовым имени и гербу и стал именоваться Филипп-Жюльен Манчини-Мазарини.
По одной из версий, именно первая рота Морского полка (Compagnie mestre de camp) лейтенант-полковником и командиром которого являлся Филипп-Жюльен Манчини-Мазарини, была преобразована в 1661 году во вторую роту мушкетеров гвардии короля.
В 1667 году в возрасте двадцати шести лет был освобождён королем от должности первого лейтенанта (капитан-лейтенанта) первой роты гвардейских мушкетеров передав эту должность второму лейтенанту роты  шевалье д’Артаньяну, графу де Кастельмор и от должности первого лейтенанта (лейтенант-полковника) Морского полка, которым командовал.
Вместо этих должностей молодой аристократ получил от короля назначение командовать над воссозданным в 1663 году Королевским полком в должности первого лейтенанта (лейтенант-полковника), где под его командованием в этом же году была сформирована первая рота французских гренадеров. Часть этой роты будет передана для формирования роты гвардейских конных гренадеров.
Так же был назначен королем губернатором и генеральным наместником Ниверне и Донзиуа, Ла-Рошели, Бруажа, острова Ре и Они.
В январе 1676 добился от короля жалованной грамоты, утверждавшей его в ранге герцога Неверского и пэра Франции, но это пожалование не было зарегистрировано, также как и следующая жалованная грамота, данная 29 апреля 1692.
Герцог упражнялся в изящной словесности и несколько его французских поэтических сочинений было представлено публике. Авторству герцога Неверского приписывают сонет к мадам Дезульер с критикой «Федры» Расина, вызвавший ссору, известную как «Сонетное дело».
Умер в Париже, был погребен в церкви коллежа Мазарини, называемого коллежем Четырех наций, а сердце было доставлено для погребения в кафедральный собор в Невере.
По словам герцога де Сен-Симона:

Он был чистой воды итальянец, наделенный изящным и приятным умом, писавший очаровательные стихи и способный безо всякого труда в один момент сочинить целое стихотворение. Приятнейший собеседник, беспечный, ленивый, сластолюбивый, он был при этом так скуп, что часто сам ходил на рынок покупать себе еду, а чулан для провизии устраивал у себя в спальне. Его принимали в хорошем обществе, и он всегда был там желанным гостем, что не мешало ему с не меньшим удовольствием проводить время в обществе дурных, никому не известных людей; он во всем был человеком исключительно своеобразным. Это был высокий, сухой, но хорошо сложенный человек, вся сущность коего внятно читалась на его физиономии. От дяди он получил богатство и знатную родню. Осененный тенью кардинала Мазарини, в память о котором Король долгое время готов был на все что угодно, он без труда мог бы сделать блистательную карьеру. (…) Он часто, безо всяких к тому оснований, ревновал свою жену, которая постоянно бывала при дворе и в большом свете, но никогда с нею не ссорился; он всегда называл ее просто Диана. Три или четыре раза он являлся утром в ее спальню, приказывал одеться, усаживал в карету, так что ни она, ни их люди ни о чем не догадывались, и отбывал в Рим без каких бы то ни было приготовлений, три дня назад еще и не помышляя об этом. Пребывание их там бывало весьма продолжительным. — Сен-Симон. Мемуары. 1701—1707. Кн. II. — М., 2016. — С. 1006—1007
Получив пехотный полк Короля, «который государь всегда очень любил», Манчини «как простой полковник, сам занимался всеми  
подробностями полковой жизни». Он сопровождал Людовика XIV в нескольких кампаниях, «но войска и война — это было не по его части, да и двор вообще-то — тоже; он оставил свои должности ради праздности и удовольствий». От губернаторства в Ла-Рошели и Они Манчини также отказался, сохранив «маленькое  
губернаторство Ниверне, так как почти весь этот край принадлежал ему».

## Семья

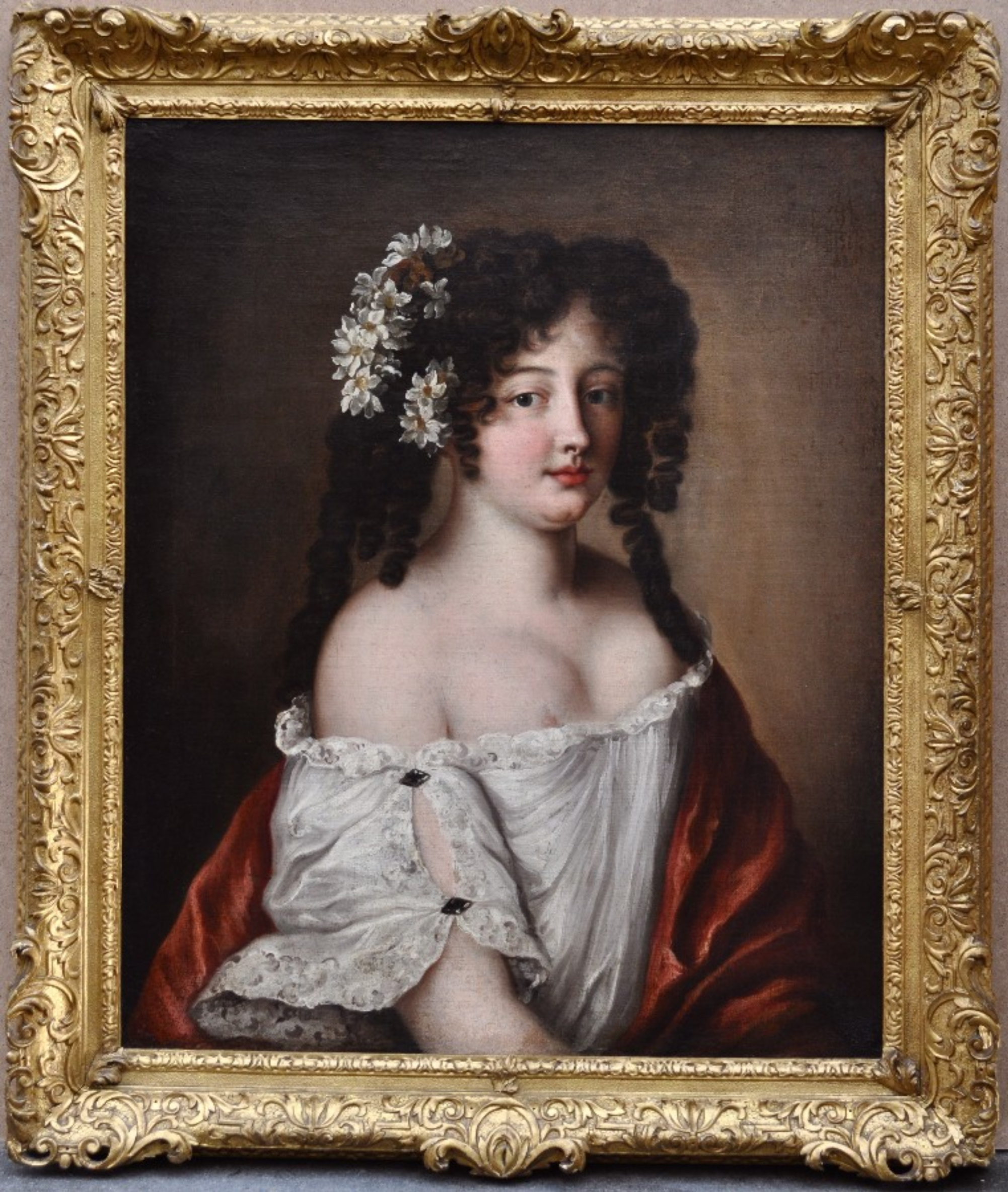
Якоб Фердинанд Вут. Диана-Габриель де Дама де Тианж

Жена (15.12.1670): Диана-Габриель де Дама де Тианж (1656—12.01.1711), дочь Клода-Леонара де Дама, маркиза де Тианжа, и Габриели де Рошешуар-Мортемар, племянница мадам де Монтеспан
Дети:
- Элуа Манчини-Мазарини (ум. юным)
- N Манчини-Мазарини (ум. 05.1681 или 1683), называемый герцогом де Донзи
- Филипп-Жюль-Франсуа Манчини-Мазарини (4.10.1676—14.09.1768), герцог Неверский. Жена (1709): Мария Анна Спинола (ум. 11.01.1738), дочь Джованни Баттисты Спинолы, принца де Верганя, и Мари-Франсуазы дю Буа де Лезин
- Жак-Ипполит (2.03.1690—25.11.1759), маркиз де Манчини. Пехотный полковник. Жена: Анн-Луиза де Ноай (1695—1773), дочь герцога Анна-Жюля де Ноая, маршала Франции, и Мари-Франсуазы де Бурнонвиль
- Диана-Габриель-Виктуар Манчини (ок. 1672—12.09.1716, Париж). Муж (6.04.1699): Шарль-Луи-Антуан де Энен-Льетар д’Альзас (1675—1740), принц де Шиме
- Диана-Аделаида-Филиппа Манчини (ок. 1687—29.09.1747). Муж (1.08.1707): герцог Луи-Арман д'Эстре (1682—1723)

## Комментарии
1. ↑  Рота была кассирована в 1646 году одновременно с отставкой ее капитан-лейтенанта Жана-Армана де Тревиля, вступившего в конфликт с Мазарини
2. ↑  Герцог де Сен-Симон пишет, что Манчини в 1678 году получил герцогский патент, «каковой ему 
нужно было всего лишь зарегистрировать в течение десяти лет. Однако он так и не удосужился сделать это; позже он попытался вернуться к этому вопросу, но безуспешно — время было безвозвратно упущено» (Сен-Симон, с. 1007)
3. ↑  Так называемое lettre de surannation, подтверждающее предыдущую грамоту, срок для регистрации которой уже истек